# Finlandia na Zimowych Igrzyskach Olimpijskich 2014
Finlandia na Zimowych Igrzyskach Olimpijskich 2014 – kadra sportowców reprezentujących Finlandię na igrzyskach w 2014 roku w Soczi. Kadra liczyła 103 sportowców.

## Medale
| Medal  | Zawodnik | Sport             | Wydarzenie                                | Data      |
| ------ | --- | ----------------- | ----------------------------------------- | --------- |
| złoto  | Iivo Niskanen Sami Jauhojärvi | biegi narciarskie | Sprint drużynowy mężczyzn                 | 19 lutego |
| srebro | Enni Rukajärvi | snowboarding      | Slopestyle kobiet                         | 9 lutego  |
| srebro | Aino-Kaisa Saarinen Krista Lähteenmäki Kerttu Niskanen Anne Kyllönen | biegi narciarskie | Sztafeta kobiet                           | 15 lutego |
| srebro | Aino-Kaisa Saarinen Kerttu Niskanen | biegi narciarskie | Sprint drużynowy kobiet                   | 19 lutego |
| brąz   | Antti Niemi Kari Lehtonen Tuukka Rask Olli Määttä Ossi Väänänen Lasse Kukkonen Sami Salo Sami Lepistö Juuso Hietanen Kimmo Timonen Sami Vatanen Teemu Selänne Olli Jokinen Tuomo Ruutu Aleksandr Barkov Jori Lehterä Sakari Salminen Jarkko Immonen Petri Kontiola Lauri Korpikoski] Jussi Jokinen Antti Pihlström Juhamatti Aaltonen Mikael Granlund Leo Komarov | hokej na lodzie   | Turniej mężczyzn - mecz o trzecie miejsce | 22 lutego |

## Skład reprezentacji

### Biathlon

#### Mężczyźni
- Jarkko Kauppinen
- Ahti Toivanen

| Konkurencja       | Zawodnik         | Czas    | Strzelanie | Miejsce |
| ----------------- | ---------------- | ------- | ---------- | ------- |
| Sprint            | Jarkko Kauppinen | 27:57.8 | 2+1        | 78.     |
| Sprint            | Ahti Toivanen    | 26:58.6 | 1+1        | 62.     |
| Bieg pościgowy    | Jarkko Kauppinen | -       | -          | -       |
| Bieg pościgowy    | Ahti Toivanen    | -       | -          | -       |
| Bieg indywidualny | Jarkko Kauppinen | DNF     | DNF        | DNF     |
| Bieg indywidualny | Ahti Toivanen    | 55:55.4 | 1+0+1+1    | 56.     |
| Bieg masowy       | Jarkko Kauppinen | -       | -          | -       |
| Bieg masowy       | Ahti Toivanen    | -       | -          | -       |
| Sztafeta          | Jarkko Kauppinen | -       | -          | -       |
| Sztafeta          | Ahti Toivanen    | -       | -          | -       |

#### Kobiety
- Mari Laukkanen
- Kaisa Mäkäräinen

| Konkurencja       | Zawodniczka      | Czas    | Miejsce |
| ----------------- | ---------------- | ------- | ------- |
| Sprint            | Mari Laukkanen   | 22:37.3 | 36.     |
| Sprint            | Kaisa Mäkäräinen | 22:18.4 | 30.     |
| Bieg pościgowy    | Mari Laukkanen   | DNS     | DNS     |
| Bieg pościgowy    | Kaisa Mäkäräinen | 31:02.3 | 16.     |
| Bieg indywidualny | Mari Laukkanen   | DNS     | DNS     |
| Bieg indywidualny | Kaisa Mäkäräinen | 46:02.5 | 9.      |
| Bieg masowy       | Mari Laukkanen   | -       | -       |
| Bieg masowy       | Kaisa Mäkäräinen | 36:27.1 | 7.      |
| Sztafeta          | Mari Laukkanen   | -       | -       |
| Sztafeta          | Kaisa Mäkäräinen | -       | -       |

### Biegi narciarskie

#### Mężczyźni
| Zawodnik                                                    | Konkurencja       | Czas               | Pozycje            |
| ----------------------------------------------------------- | ----------------- | ------------------ | ------------------ |
| Martti Jylhä                                                | sprint            | 3:37,57            | 21.                |
| Ville Nousiainen                                            | sprint            | 3:40,84            | 24.                |
| Anssi Pentsinen                                             | sprint            | 3:38,56            | 34.                |
| Juho Mikkonen                                               | sprint            | 3:40,72            | 43.                |
| Iivo Niskanen Sami Jauhojärvi                               | Sprint drużynowy  | 23:14,89           | złoto              |
| Iivo Niskanen                                               | Bieg indywidualny | 39:08,7            | 4.                 |
| Sami Jauhojärvi                                             | Bieg indywidualny | 40:14,4            | 17.                |
| Matti Heikkinen                                             | Bieg indywidualny | 40:17,8            | 20.                |
| Ville Nousiainen                                            | Bieg indywidualny | 40:52,6            | 28.                |
| Iivo Niskanen                                               | Bieg łączony      | 1:10:22,0          | 26.                |
| Sami Jauhojärvi                                             | Bieg łączony      | 1:11:12,0          | 33.                |
| Lari Lehtonen                                               | Bieg łączony      | 1:11:34,1          | 38.                |
| Matti Heikkinen                                             | Bieg łączony      | 1:11:52,6          | 40.                |
| Iivo Niskanen                                               | Bieg na 50 km     | 1:47:27,3          | 10.                |
| Matti Heikkinen                                             | Bieg na 50 km     | 1:47:34,4          | 15.                |
| Lari Lehtonen                                               | Bieg na 50 km     | 1:47:48,7          | 23.                |
| Martti Jylhä                                                | Bieg na 50 km     | Nie ukończył biegu | Nie ukończył biegu |
| Sami Jauhojärvi Iivo Niskanen Lari Lehtonen Matti Heikkinen | Sztafeta          | 1:30:28,4          | 6.                 |

#### Kobiety
| Zawodnik                                                             | Konkurencja       | Czas      | Pozycje |
| -------------------------------------------------------------------- | ----------------- | --------- | ------- |
| Anne Kyllönen                                                        | Sprint            | 2:37,57   | 16.     |
| Mari Laukkanen                                                       | Sprint            | 2:37,48   | 15.     |
| Mona-Liisa Malvalehto                                                | Sprint            | 2:41,20   | 29.     |
| Riikka Sarasoja                                                      | Sprint            | 2:41.55   | 37.     |
| Aino-Kaisa Saarinen Kerttu Niskanen                                  | Sprint drużynowy  | 16:13,14  | srebro  |
| Aino-Kaisa Saarinen                                                  | Bieg indywidualny | 28:48,1   | 4.      |
| Kerttu Niskanen                                                      | Bieg indywidualny | 29:16,7   | 8.      |
| Krista Lähteenmäki                                                   | Bieg indywidualny | 29:36,0   | 10.     |
| Anne Kyllönen                                                        | Bieg indywidualny | 29:52,8   | 14.     |
| Aino-Kaisa Saarinen                                                  | Bieg łączony      | 38:48,9   | 5.      |
| Kerttu Niskanen                                                      | Bieg łączony      | 39:35,3   | 7.      |
| Krista Lähteenmäki                                                   | Bieg łączony      | 40:09,9   | 13.     |
| Anne Kyllönen                                                        | Bieg łączony      | 41:18,9   | 33.     |
| Kerttu Niskanen                                                      | Bieg masowy       | 1:12:26,9 | 4.      |
| Krista Lähteenmäki                                                   | Bieg masowy       | 1:13:37,6 | 18.     |
| Aino-Kaisa Saarinen                                                  | Bieg masowy       | 1:13:52,5 | 21.     |
| Riitta-Liisa Roponen                                                 | Bieg masowy       | 1:14:51,6 | 26.     |
| Anne Kyllönen Aino-Kaisa Saarinen Kerttu Niskanen Krista Lähteenmäki | Sztafeta          | 53:03,2   | srebro  |

### Hokej na lodzie

#### Mężczyźni
- Antti Niemi
- Kari Lehtonen
- Tuukka Rask
- Olli Määttä
- Ossi Väänänen
- Lasse Kukkonen
- Sami Salo
- Sami Lepistö
- Juuso Hietanen
- Kimmo Timonen
- Sami Vatanen
- Teemu Selänne
- Olli Jokinen
- Tuomo Ruutu
- Aleksandr Barkov
- Jori Lehterä
- Sakari Salminen
- Jarkko Immonen
- Petri Kontiola
- Lauri Korpikoski
- Jussi Jokinen
- Antti Pihlström
- Juhamatti Aaltonen
- Mikael Granlund
- Leo Komarov

| Finlandia | Grupa B | Grupa B  | Grupa B | Ćwierćfinał | Półfinał | Mecz o 3.miejsce  | Miejsce |
| --------- | ------- | -------- | ------- | ----------- | -------- | ----------------- | ------- |
| Finlandia | Austria | Norwegia | Kanada  | Rosja       | Szwecja  | Stany Zjednoczone | Miejsce |
| Finlandia | 8:4     | 6:1      | 1:2     | 3:1         | 1:2      | 5:0               | brąz    |

#### Kobiety
- Noora Räty
- Meeri Räisänen
- Eveliina Suonpää
- Jenni Hiirikoski
- Mira Jalosuo
- Anna Kilponen
- Rosa Lindstedt
- Saija Tarkki
- Emma Terho
- Tea Villilä
- Venla Hovi
- Michelle Karvinen
- Emma Nuutinen
- Annina Rajahuhta
- Karoliina Rantamäki
- Vilma Tanskanen
- Susanna Tapani
- Nina Tikkinen
- Minnamari Tuominen
- Riikka Välilä
- Linda Välimäki

| Finlandia | Grupa A           | Grupa A | Grupa A    | Mecze o miejsca 5-8 | Mecze o miejsca 5-8 | Ćwierćfinały | Miejsce |
| --------- | ----------------- | ------- | ---------- | ------------------- | ------------------- | ------------ | ------- |
| Finlandia | Stany Zjednoczone | Kanada  | Szwajcaria | Niemcy              | Rosja               | Szwecja      | Miejsce |
| Finlandia | 1:3               | 0:3     | 4:3        | 2:1                 | 4:0                 | 2:4          | 5.      |

### Łyżwiarstwo szybkie

#### Mężczyźni
| Zawodnik       | Konkurencja   | Konkurencja   | Konkurencja   | Konkurencja   | Konkurencja   | Konkurencja   | Konkurencja    | Konkurencja    |
| Zawodnik       | Bieg na 500 m | Bieg na 500 m | Bieg na 500 m | Bieg na 500 m | Bieg na 500 m | Bieg na 500 m | Bieg na 1000 m | Bieg na 1000 m |
| Zawodnik       | Bieg 1        | Bieg 1        | Bieg 2        | Bieg 2        | Łączny czas   | Miejsce       | Bieg na 1000 m | Bieg na 1000 m |
| Zawodnik       | Czas          | Miejsce       | Czas          | Miejsce       | Łączny czas   | Miejsce       | Czas           | Miejsce        |
| -------------- | ------------- | ------------- | ------------- | ------------- | ------------- | ------------- | -------------- | -------------- |
| Pekka Koskelan | 35,19         | 15.           | 35,41         | 19.           | 70,61         | 17.           |                |                |
| Mika Poutalan  | 35,58         | 30.           | 35,56         | 27.           | 71,14         | 29.           |                |                |
| Tommi Pulli    |               |               |               |               |               |               | 1:12,16        | 37.            |

### Kombinacja norweska
| Zawodnik                                                     | Konkurencja             | Skoki narciarskie      | Skoki narciarskie      | Skoki narciarskie      | Bieg narciarski        | Bieg narciarski        | Strata                 | Pozycja                |
| Zawodnik                                                     | Konkurencja             | Skok                   | Nota                   | Pozycja                | Czas biegu             | Pozycja                | Strata                 | Pozycja                |
| ------------------------------------------------------------ | ----------------------- | ---------------------- | ---------------------- | ---------------------- | ---------------------- | ---------------------- | ---------------------- | ---------------------- |
| Eetu Vähäsöyrinki                                            | Skocznia normalna/10 km | 94,5                   | 112,4                  | 26.                    | 25:32,7                | 41.                    | + 2:58,5               | 38.                    |
| Ilkka Herola                                                 | Skocznia normalna/10 km | 94,0                   | 111,9                  | 29.                    | 23:41,9                | 9.                     | + 1:09,7               | 16.                    |
| Janne Ryynänen                                               | Skocznia normalna/10 km | 93,5                   | 108,2                  | 31.                    | 25:01,0                | 33.                    | + 2:43,8               | 36.                    |
| Mikke Leinonen                                               | Skocznia normalna/10 km | 92,0                   | 106,7                  | 37.                    | 25:30,3                | 37.                    | + 3:19,1               | 40.                    |
| Ilkka Herola                                                 | Skocznia duża/10 km     | 126,5                  | 106,8                  | 16.                    | 22:42,2                | 9.                     | + 43,7                 | 14.                    |
| Eetu Vähäsöyrinki                                            | Skocznia duża/10 km     | 124,5                  | 99,3                   | 27.                    | 24:25,2                | 39.                    | + 2:56,7               | 38.                    |
| Janne Ryynänen                                               | Skocznia duża/10 km     | 117,0                  | 91,7                   | 40.                    | 24:16,9                | 37.                    | + 3:18,4               | 40.                    |
| Mikke Leinonen                                               | Skocznia duża/10 km     | 118,5                  | 89,9                   | 42.                    | 24:43,4                | 41.                    | + 3:51,9               | 42.                    |
| Janne Ryynänen Mikke Leinonen Eetu Vähäsöyrinki Ilkka Herola | Drużynowo               | Nie stanęli na starcie | Nie stanęli na starcie | Nie stanęli na starcie | Nie stanęli na starcie | Nie stanęli na starcie | Nie stanęli na starcie | Nie stanęli na starcie |

### Narciarstwo alpejskie

#### Mężczyźni
| Zawodnik          | Konkurencja      | Czas 1. przejazdu           | Czas 2. przejazdu               | Czas łączny                     | Pozycje                         |
| ----------------- | ---------------- | --------------------------- | ------------------------------- | ------------------------------- | ------------------------------- |
| Samu Torsti       | Slalom gigant    | 1:23,59                     | 1:24,38                         | 2:47,97                         | 21.                             |
| Marcus Sandell    | Slalom gigant    | Nie ukończył 1-go przejazdu | Nie ukończył 1-go przejazdu     | Nie ukończył 1-go przejazdu     | Nie ukończył 1-go przejazdu     |
| Santeri Paloniemi | Slalom specjalny | 49,57                       | Nie ukończył drugiego przejazdu | Nie ukończył drugiego przejazdu | Nie ukończył drugiego przejazdu |

#### Kobiety
| Zawodniczka      | Konkurencja   | Zjazd   | Slalom  | Czas łączny | Pozycje |
| ---------------- | ------------- | ------- | ------- | ----------- | ------- |
| Tanja Poutiainen | Slalom gigant | 1:20,12 | 1:19,76 | 2:39,88     | 21.     |
| Tanja Poutiainen | Slalom        | 54,94   | 53,07   | 1:48,01     | 12.     |

### Narciarstwo dowolne

#### Mężczyźni
| Antti Ollila  | Slopstyle | 81,40 | 31,60 | 81,40 | 13. | Nie awansował | Nie awansował | Nie awansował | Nie awansował |
| Otso Räisänen | Slopstyle | 59,60 | 56,20 | 59,60 | 25. | Nie awansował | Nie awansował | Nie awansował | Nie awansował |
| Lauri Kivari  | Slopstyle | 45,80 | 2,80  | 45,80 | 29. | Nie awansował | Nie awansował | Nie awansował | Nie awansował |
| Aleksi Patja  | Slopstyle | 10,80 | 12,00 | 12,00 | 31. | Nie awansował | Nie awansował | Nie awansował | Nie awansował |

| Zawodnik       | Konkurencja | Kwalifikacje | Kwalifikacje | 1/8 finału | 1/8 finału | Ćwierćfinał | Ćwierćfinał | Półfinał      | Półfinał      | Finał         | Finał   |
| Zawodnik       | Konkurencja | Czas         | Miejsce      | Czas       | Miejsce    | Czas        | Miejsce     | Czas          | Miejsce       | Czas          | Miejsce |
| -------------- | ----------- | ------------ | ------------ | ---------- | ---------- | ----------- | ----------- | ------------- | ------------- | ------------- | ------- |
| Jouni Pellinen | Skicross    | 1:17,41      | 10.          | -          | 1.         | -           | 4.          | Nie awansował | Nie awansował | Nie awansował | 13.     |

| Antti-Jussi Kemppainen | Halfpipe | 79,40 | 60, 40 | 79,40 | 74,40 | 78,20 | 78,20 | 8. |

### Skoki narciarskie

#### Mężczyźni
| Skoczek                                                 | Konkurencja              | Kwalifikacje | Kwalifikacje | Skok 1                  | Skok 1                  | Skok 2                       | Skok 2                       | Nota  | Pozycja |
| Skoczek                                                 | Konkurencja              | odległość    | Nota         | odległość               | Nota                    | odległość                    | Nota                         | Nota  | Pozycja |
| ------------------------------------------------------- | ------------------------ | ------------ | ------------ | ----------------------- | ----------------------- | ---------------------------- | ---------------------------- | ----- | ------- |
| Janne Ahonen                                            | Skocznia normalna HS-106 | 89,0         | 107,8        | 97,0                    | 118,9                   | 92,5                         | 110,3                        | 229,2 | 29.     |
| Olli Muotka                                             | Skocznia normalna HS-106 | 91,0         | 107,0        | 92,5                    | 113,0                   | Nie awansował do 2-iej serii | Nie awansował do 2-iej serii | 113,0 | 38.     |
| Jarkko Määttä                                           | Skocznia normalna HS-106 | 91,5         | 104,6        | 96,5                    | 116,9                   | Nie awansował do 2-iej serii | Nie awansował do 2-iej serii | 116,9 | 32.     |
| Anssi Koivuranta                                        | Skocznia normalna HS-106 | 89,5         | 104,5        | 99,5                    | 126,1                   | 101,5                        | 126,7                        | 252,8 | 12.     |
| Anssi Koivuranta                                        | Skocznia duża K-140      | 128,5        | 118,9        | 131,5                   | 130,9                   | 121,5                        | 119,7                        | 250,6 | 11.     |
| Janne Ahonen                                            | Skocznia duża K-140      | 126,5        | 110,0        | 126,0                   | 119,8                   | 123,0                        | 121,5                        | 241,3 | 22.     |
| Olli Muotka                                             | Skocznia duża K-140      | 128,5        | 109,9        | 124,5                   | 108,9                   | Nie awansował do 2-iej serii | Nie awansował do 2-iej serii | 108,9 | 33.     |
| Jarkko Määttä                                           | Skocznia duża K-140      | 118,0        | 93,0         | 124,0                   | 101,3                   | Nie awansował do 2-iej serii | Nie awansował do 2-iej serii | 101,3 | 43.     |
| Anssi Koivuranta Jarkko Määttä Olli Muotka Janne Ahonen | Konkurs drużynowy        |              |              | 129,5 128,5 123,0 124,5 | 120,8 117,1 113,2 110,4 | 130,0 124,0 126,0 132,0      | 126,5 110,5 114,1 130,2      | 942,8 | 8.      |

#### Kobiety
| Skoczek        | Konkurencja             | Skok 1    | Skok 1 | Skok 2    | Skok 2 | Nota  | Pozycja |
| Skoczek        | Konkurencja             | odległość | Nota   | odległość | Nota   | Nota  | Pozycja |
| -------------- | ----------------------- | --------- | ------ | --------- | ------ | ----- | ------- |
| Julia Kykkänen | Skocznia normalna K-106 | 95,5      | 115,1  | 93,5      | 106,4  | 221,5 | 17.     |

### Snowboard

#### Mężczyźni
| Zawodnik       | Konkurencja | 1/8 finału | 1/8 finału | Ćwierćfinał   | Ćwierćfinał   | Półfinał      | Półfinał      | Finał         | Finał   |
| Zawodnik       | Konkurencja | Czas       | Miejsce    | Czas          | Miejsce       | Czas          | Miejsce       | Czas          | Miejsce |
| -------------- | ----------- | ---------- | ---------- | ------------- | ------------- | ------------- | ------------- | ------------- | ------- |
| Jussi Taka     | Cross       | -          | 5.         | Nie awansował | Nie awansował | Nie awansował | Nie awansował | Nie awansował | 33.     |
| Anton Lindfors | Cross       | -          | 2.         | -             | 4.            | Nie awansował | Nie awansował | Nie awansował | 13.     |

| Zawodnik           | Konkurencja | Kwalifikacje          | Kwalifikacje          | Kwalifikacje          | Kwalifikacje          | Półfinał              | Półfinał              | Półfinał              | Półfinał              | Finał                 | Finał                 | Finał                 | Finał                 |
| Zawodnik           | Konkurencja | 1. zjazd              | 2. zjazd              | Najlepszy             | Miejsce               | 1. zjazd              | 2. zjazd              | Najlepszy             | Miejsce               | 1. zjazd              | 2. zjazd              | Najlepszy             | Miejsce               |
| ------------------ | ----------- | --------------------- | --------------------- | --------------------- | --------------------- | --------------------- | --------------------- | --------------------- | --------------------- | --------------------- | --------------------- | --------------------- | --------------------- |
| Janne Korpi        | Halfpipe    | 28,00                 | 41,00.                | 41,00                 | 17.                   | Nie awansował         | Nie awansował         | Nie awansował         | Nie awansował         | Nie awansował         | Nie awansował         | Nie awansował         | Nie awansował         |
| Markus Malin       | Halfpipe    | 33,50                 | 62,50                 | 62,50                 | 13.                   | Nie awansował         | Nie awansował         | Nie awansował         | Nie awansował         | Nie awansował         | Nie awansował         | Nie awansował         | Nie awansował         |
| Ilkka-Eemeli Laari | Halfpipe    | 49,00                 | 52,00                 | 52,00                 | 18.                   | Nie awansował         | Nie awansował         | Nie awansował         | Nie awansował         | Nie awansował         | Nie awansował         | Nie awansował         | Nie awansował         |
| Peetu Piiroinen    | Halfpipe    | Nie stanął na starcie | Nie stanął na starcie | Nie stanął na starcie | Nie stanął na starcie | Nie stanął na starcie | Nie stanął na starcie | Nie stanął na starcie | Nie stanął na starcie | Nie stanął na starcie | Nie stanął na starcie | Nie stanął na starcie | Nie stanął na starcie |
| Peetu Piiroinen    | Slopestyle  | 90,75                 | 80,00                 | 90,75                 | 2.                    |                       |                       |                       |                       | 78,50                 | 81,25                 | 81,25                 | 7.                    |
| Roope Tonteri      | Slopestyle  | 33,75                 | 95,75                 | 95,75                 | 2.                    | 31,50                 | 39,00                 | 39,00                 | 11.                   |                       |                       |                       |                       |
| Ville Paumola      | Slopestyle  | 54,75                 | 21,25                 | 54,75                 | 11.                   | 25,25                 | 22,75                 | 25,25                 | 19.                   | Nie awansował         | Nie awansował         | Nie awansował         | Nie awansował         |
| Janne Korpi        | Slopestyle  | 49,75                 | 35,50                 | 49,75                 | 14.                   | 41,00                 | 68,50                 | 68,50                 | 10.                   | Nie awansował         | Nie awansował         | Nie awansował         | Nie awansował         |

#### Kobiety
| Zawodnik       | Konkurencja | Kwalifikacje | Kwalifikacje           | Kwalifikacje | Kwalifikacje | Półfinał               | Półfinał               | Półfinał               | Półfinał               | Finał          | Finał          | Finał          | Finał          |
| Zawodnik       | Konkurencja | 1. zjazd     | 2. zjazd               | Najlepszy    | Miejsce      | 1. zjazd               | 2. zjazd               | Najlepszy              | Miejsce                | 1. zjazd       | 2. zjazd       | Najlepszy      | Miejsce        |
| -------------- | ----------- | ------------ | ---------------------- | ------------ | ------------ | ---------------------- | ---------------------- | ---------------------- | ---------------------- | -------------- | -------------- | -------------- | -------------- |
| Enni Rukajärvi | Slopestyle  | 79,00        | 23,75                  | 79,00        | 4.           |                        |                        |                        |                        | 73,75          | 92,50          | 92,50          | srebro         |
| Merika Enne    | Slopestyle  | 17,00        | Nie stanęła na starcie | 17,00        | 10.          | Nie stanęła na starcie | Nie stanęła na starcie | Nie stanęła na starcie | Nie stanęła na starcie | Nie awansowała | Nie awansowała | Nie awansowała | Nie awansowała |
| Ella Suitiala  | halfpipe    | 31,75        | 51,50                  | 51,50        | 10.          | Nie awansowała         | Nie awansowała         | Nie awansowała         | Nie awansowała         | Nie awansowała | Nie awansowała | Nie awansowała | Nie awansowała |